# Architettura ucraina

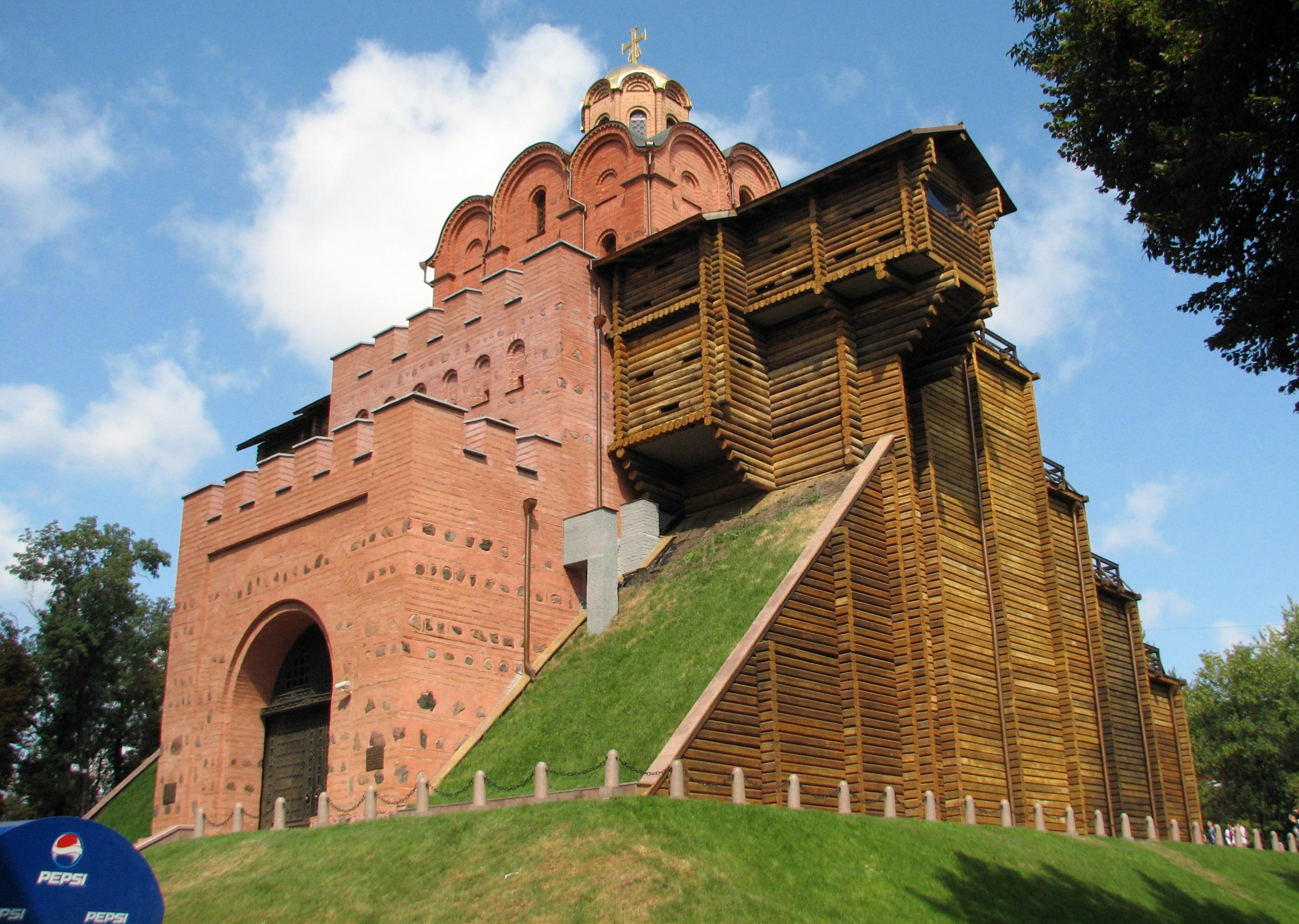
La Porta d'Oro a Kiev, in gran parte ricostruita, c. 1100

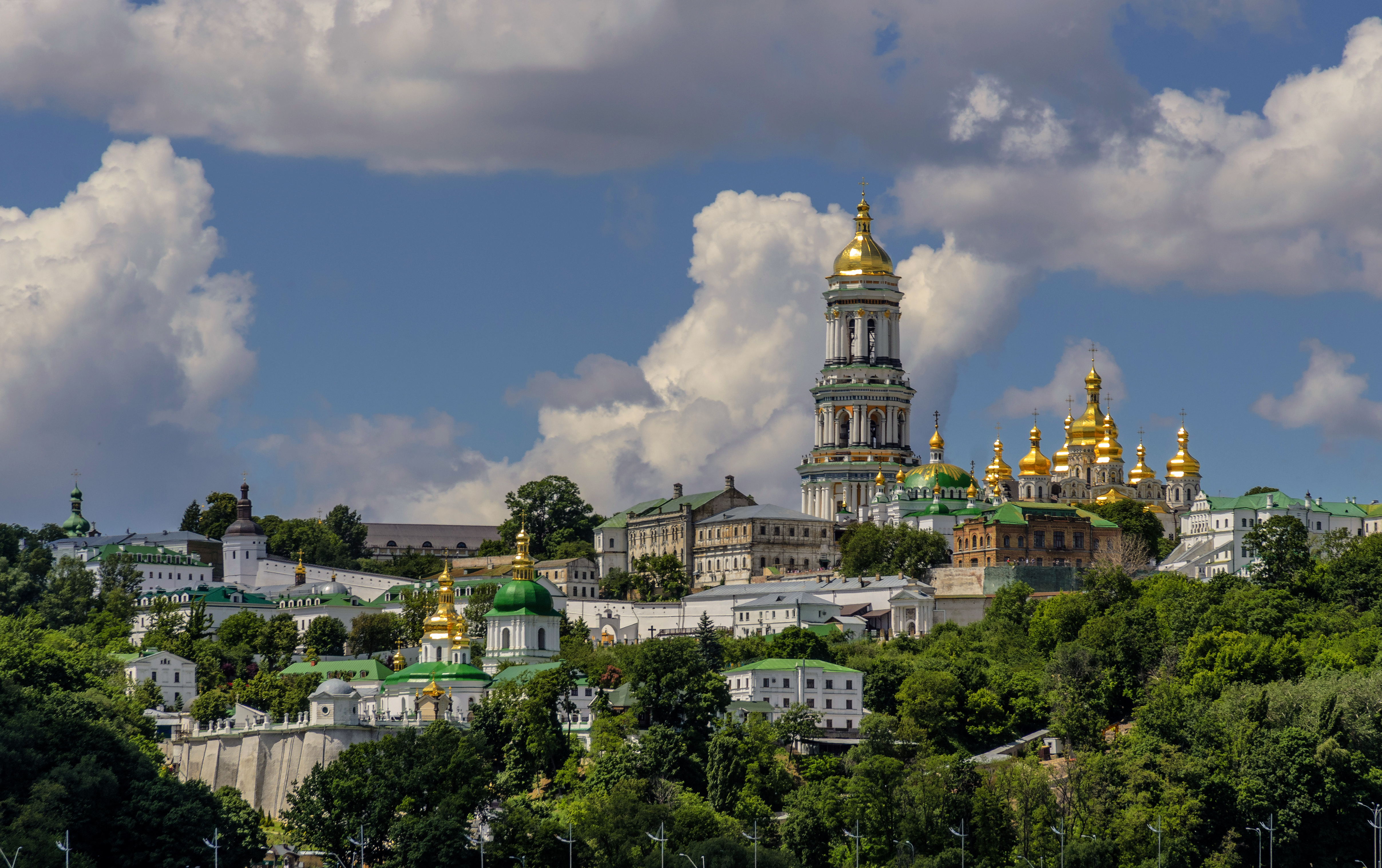
Le varie strutture del Kyiv Pechersk Lavra risalgono a periodi di tempo diversi e, attraverso i loro stili, offrono uno spaccato della storia dell'Ucraina e del ricco artigianato sviluppatosi

L'architettura ucraina ha le sue radici nello stato degli slavi orientali della Rus' di Kiev. Dopo l'invasione mongola della Rus' di Kiev, la storia architettonica continuò nei principati di Galizia-Volinia e successivamente nel Granducato di Lituania. Durante l'epoca dei cosacchi zaporoziani, sotto l'influenza della Confederazione polacco-lituana si sviluppò uno stile unico nello stato Ucraina.

## Rus' medievale (988-1230)

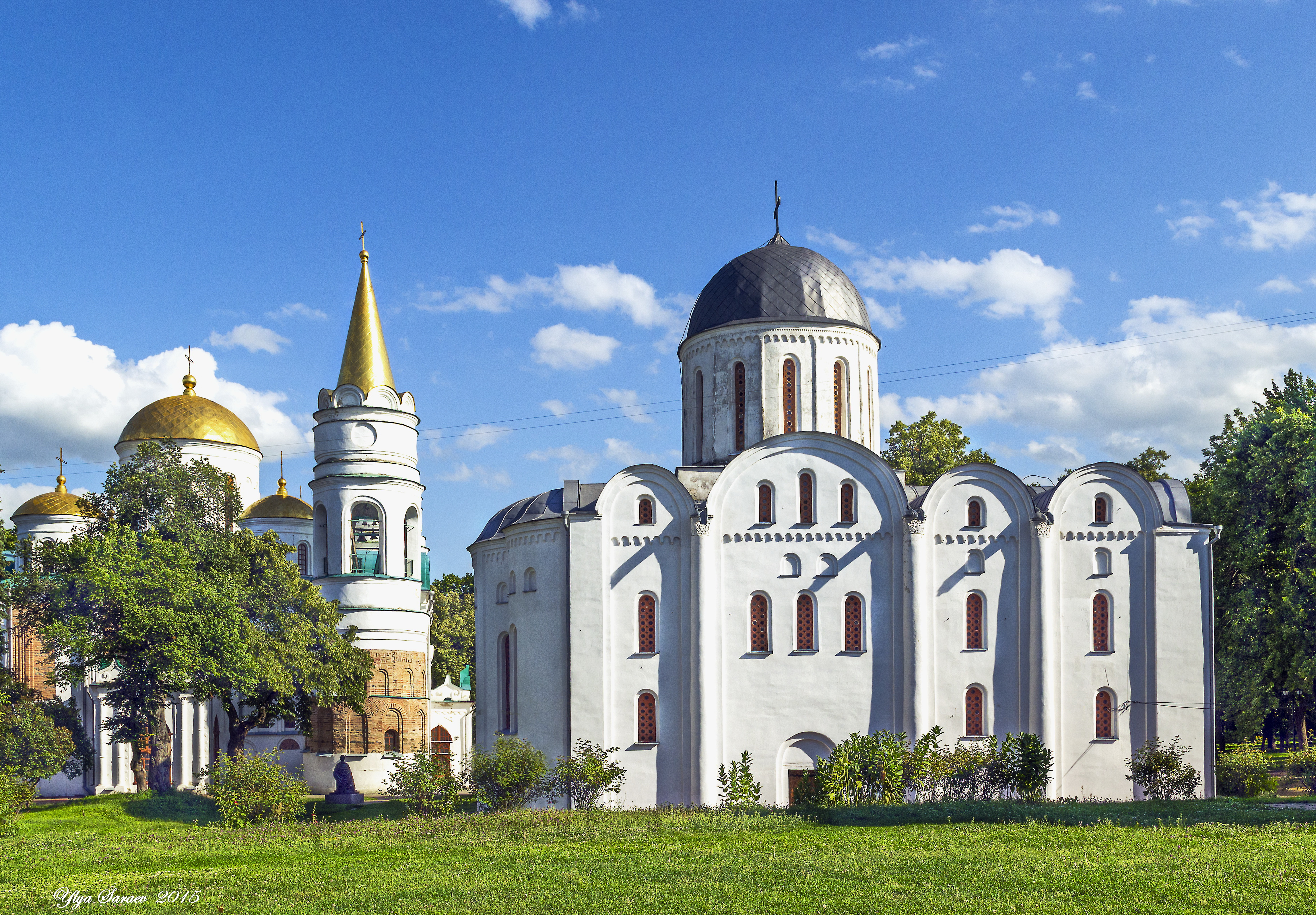
La Cattedrale della Trasfigurazione a Černihiv risale al 1030 (a sinistra), mentre la vicina Cattedrale di Boris e Gleb al 1123 (a destra).

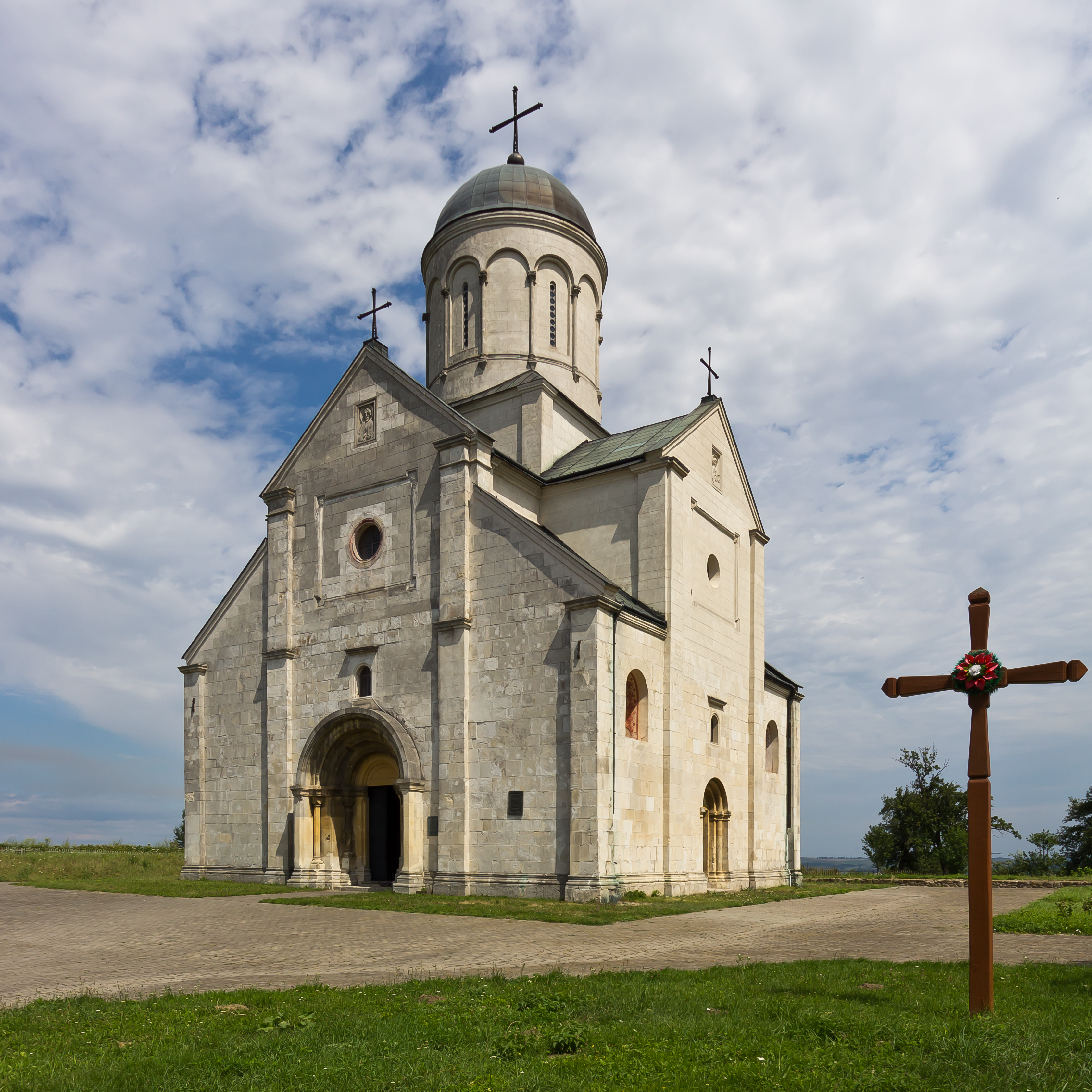
Chiesa di San Pantaleone (Panteleimon) a Ševčenkove, 1194.

Lo stato medievale della Rus' di Kiev precedette gli stati moderni di Ucraina, Russia e Bielorussia e le loro rispettive culture, inclusa l'architettura.
Le grandi architetture ecclesiastiche, costruite dopo l'adozione del cristianesimo nel 988, furono i primi esemplari di architettura monumentale nelle terre slave orientali. Lo stile architettonico dello stato di Kiev, che si affermò rapidamente, fu fortemente influenzato da quello bizantino. Le prime chiese ortodosse dell'oriente erano realizzate principalmente in legno, e la forma più semplice di chiesa divenne nota come chiesa a cella. Le cattedrali spesso più importanti spesso presentavano decine di piccole cupole. Ciò ha portato alcuni storici dell'arte a considerarlo un aspetto proveniente dai templi degli slavi pagani precristiani.
Diversi esempi di queste chiese esistono anche oggi. Tuttavia, nel corso dei secoli dal sedicesimo al diciottesimo, molti furono ricostruiti esternamente nel barocco ucraino. Alcuni esempi sono la grande cattedrale di Santa Sofia (l'anno 1017 è la prima testimonianza della fondazione), la Chiesa del Salvatore a Berestovo (costruita dal 1113 al 1125) e la Chiesa di San Cirillo (XII sec. ca).
Diversi edifici furono ricostruiti tra la fine del XIX secolo, tra cui la cattedrale di Volodymyr (1160, 1896-1900), la Chiesa Piatnyc'ka di Černihiv (1201, 1940), e la Porta d'Oro a Kiev (1037, 1982). La ricostruzione di quest'ultimo fu considerata dispregiativamente da alcuni storici dell'arte e dell'architettura come una fantasia revivalista.

## Epoca cosacca

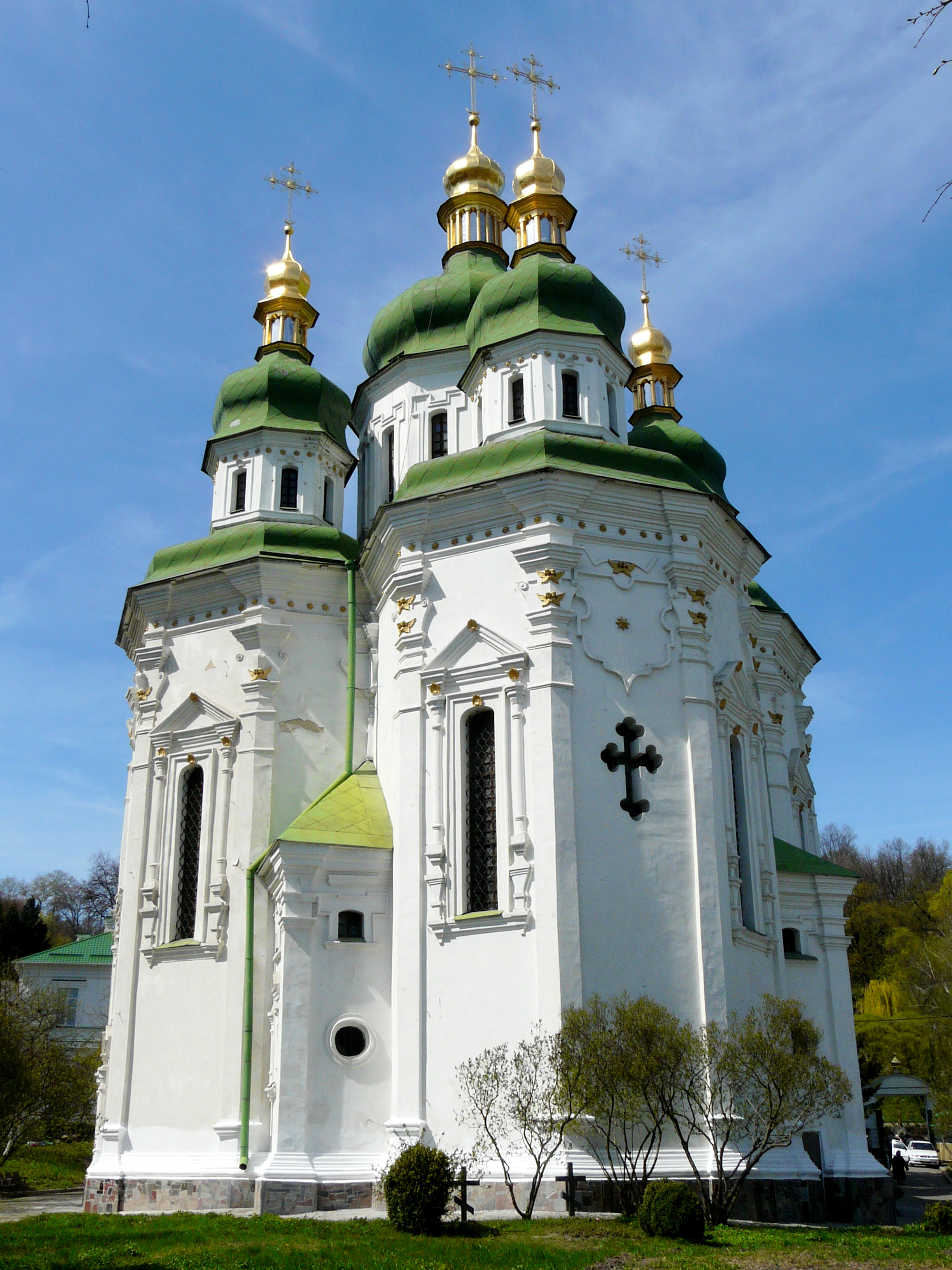
Cattedrale di San Giorgio del Monastero di Vydubyc'kyj, Kiev (1696).

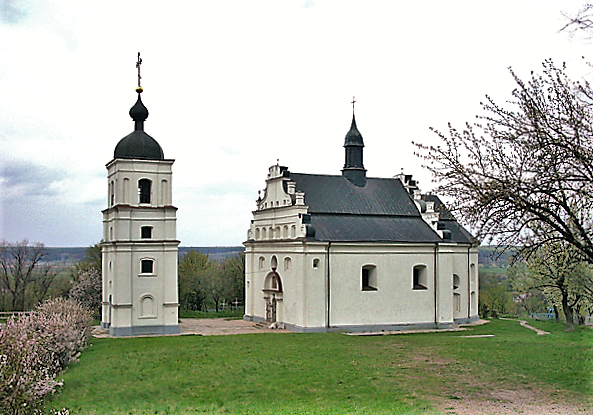
Una chiesa a Subotiv, il luogo di nascita dell'etmano ucraino Bohdan Chmel'nyc'kyj

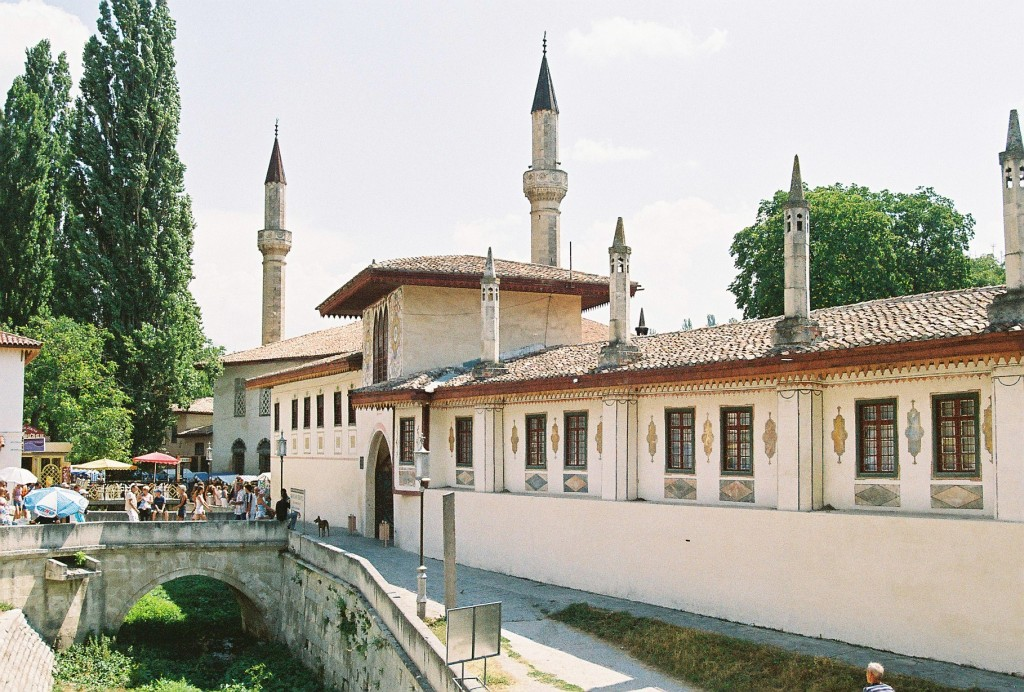
Il palazzo di Bachčisaraj

### Primo barocco ucraino
Il barocco ucraino emerse durante l'era dell'Etmanato dei secoli XVII-XVIII. L'architettura ucraina dell'epoca barocca, che rappresenta la nobiltà cosacca, si distingue dal barocco dell'Europa occidentale  dai suoi progetti: erano più costruttivisti, avevano ornamenti più moderati ed erano più semplici nella forma.
Tra il XVII secolo e il XVIII secolo, la maggior parte delle chiese medievali della Rus' furono notevolmente riprogettate e ampliate. Furono aggiunte altre cupole alle chiese ed elaborati ornamenti, sia all'esterno che all'interno.
Esemplari famosi di architettura barocca ucraina sono il complesso del monastero delle grotte di Kiev, il monastero di Vydubyc'kyj e il monastero di Počaïv.

### Architettura tartara di Crimea
Mentre la Crimea era governata dal Khanato di Crimea, furono costruite diversi edifici ispirati a motivi islamici. Il più famoso è il Palazzo di Bachčisaraj, progettato da uno sforzo congiunto di architetti persiani, turchi e italiani.

### Tardo barocco ucraino
Fanno parte del periodo:
- la costruzione della Cattedrale di Sofia
- la stazione ferroviaria Kyiv-Pasažyrs'kyj di Kiev

## Periodo imperiale

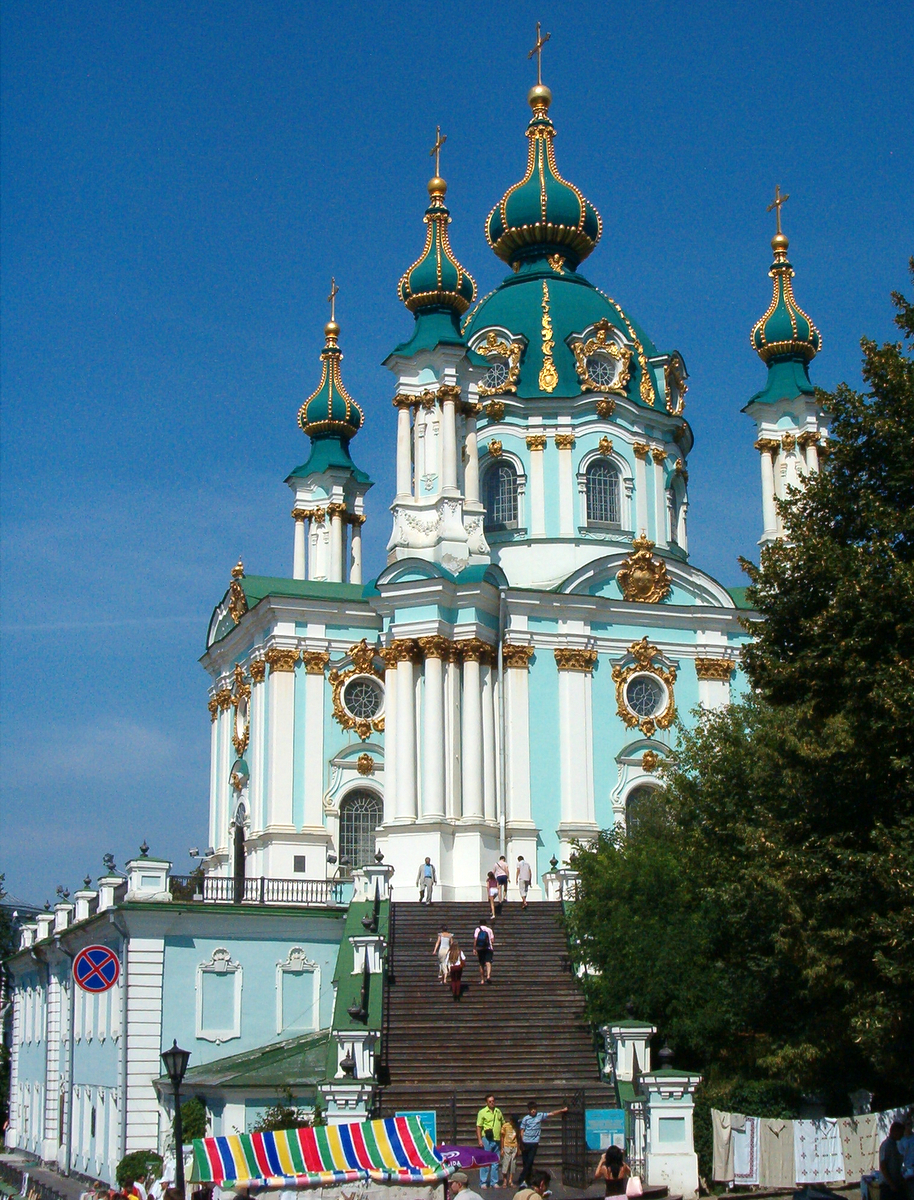
La Chiesa di Sant'Andrea, celebre esempio di architettura barocca del XVIII secolo.

### Impero russo
Più l'Ucraina centrale e orientale si integrava sempre nell'impero russo, più gli architetti russi hanno avuto l'opportunità di realizzare i loro progetti nel pittoresco paesaggio costituito da molte città e regioni ucraine. La Chiesa di Sant'Andrea di Kiev (1747–1754), che è stata costruita da Bartolomeo Rastrelli, è un esempio di architettura barocca risalente all'impero. La sua posizione sulla cima del monte Kievan la rende un monumento simbolo della città. Un contributo ugualmente notevole di Rastrelli fu la costruzione del Palazzo Mariinskij, costruito come residenza estiva dell'imperatrice russa Elisabetta.

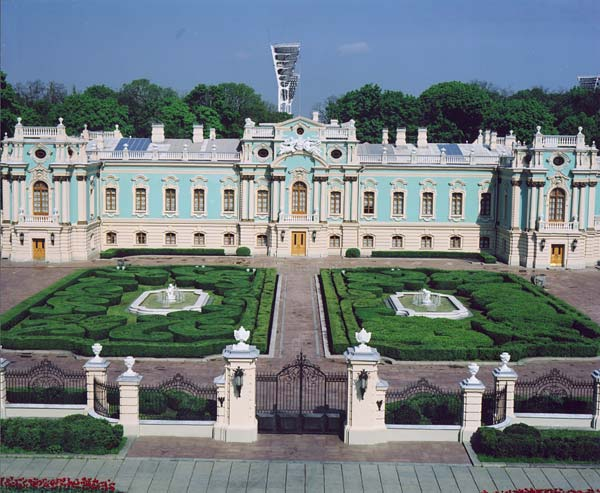
Palazzo Mariinskij

Durante il regno dell'ultimo atamano dell'Ucraina, Kirill Razumovskij, molte delle città dell'etmanato cosacco come Hluchiv, Baturyn e Kozelec' fecero costruire strabilianti progetti dall'architetto designato dalla Piccola Russia, Andrej Kvasov.

La Russia, grazie alle vittorie delle guerre contro l'Impero Ottomano e il suo vassallo, il Khanato di Crimea, annesse infine l'intero sud dell'Ucraina e la Crimea. Ribattezzati con il nome di Nuova Russia, questi territori furono fondate nuove città come Mykolaïv, Odessa, Cherson e Sebastopoli, allo scopo di colonizzare le conquiste. Queste città conterrebbero notevoli esempi di architettura imperiale russa. Esempi di architettura neoclassica di quest'epoca includono il Palazzo Kačanivka, l'Osservatorio Mykolaïv, il Monastero della Trasfigurazione a Novhorod-Siverskyj e il Maniero Samčyky.

### Impero austro-ungarico
L'Ucraina occidentale che un tempo faceva parte dell'impero austro-ungarico ospita alcuni importanti esempi di architettura dell'Europa centrale del XIX secolo, come il Teatro dell'Opera e del Balletto di Leopoli.

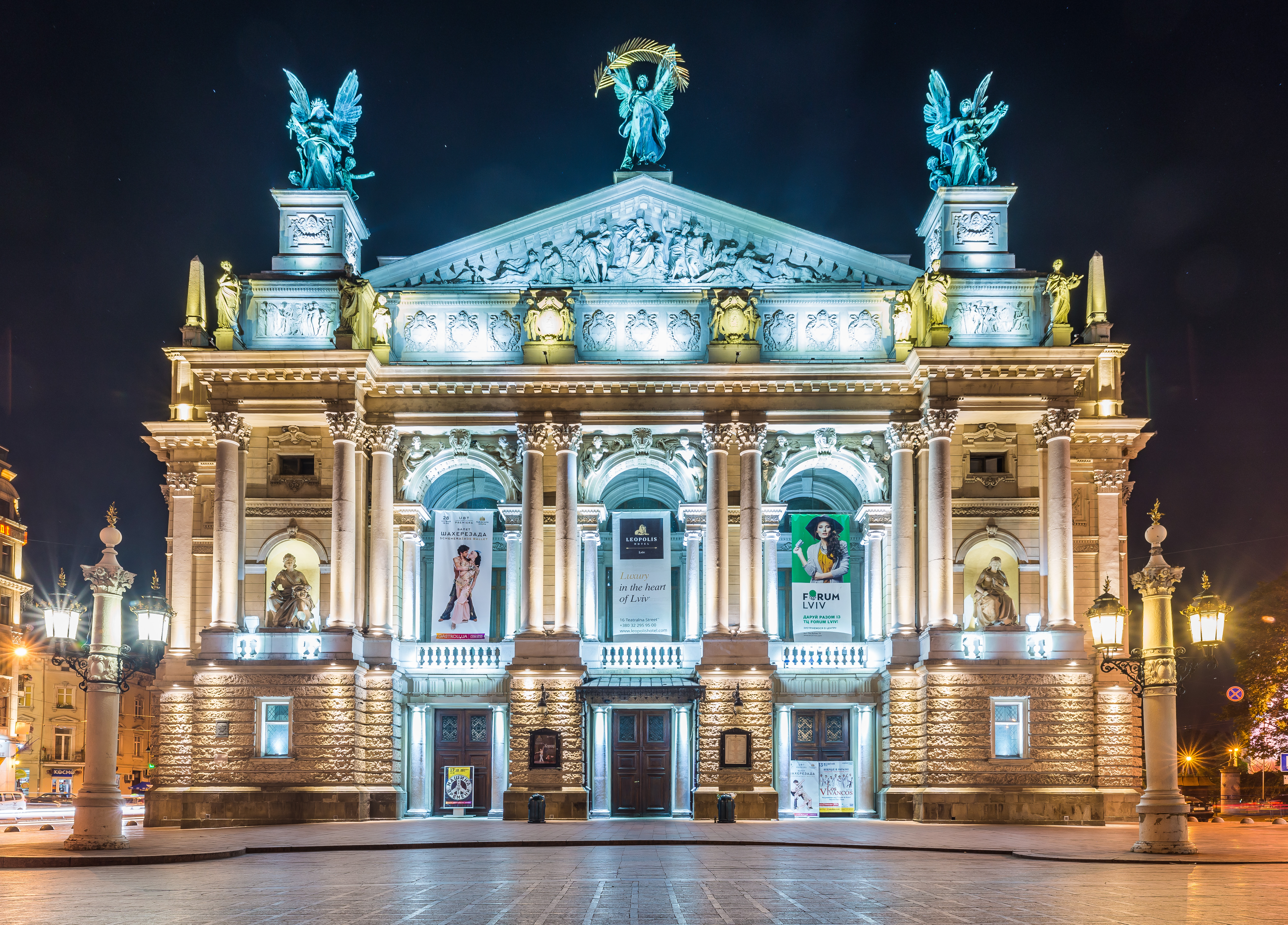
Teatro dell'Opera e del Balletto di Leopoli

## Architettura vernacolare
Il termine vernacolare, utilizzato in "architettura vernacolare", può essere usato in modo intercambiabile con i termini "popolare", "comune", "nativo", "tradizionale" ed è solitamente collocato all'altra estremità dello spettro rispetto all'edificio progettato professionalmente dagli architetti. La conoscenza costruttiva nell'architettura vernacolare si basa sulle tradizioni locali e quindi in gran parte sulla conoscenza tramandata di generazione in generazione. Diverse regioni dell'Ucraina avevano il proprio stile distintivo di architettura vernacolare. Ad esempio, nei Carpazi e nelle colline circostanti, il legno e l'argilla sono i principali materiali da costruzione tradizionali.
Il Museo dell'architettura popolare e dello stile di vita del Dnepr centrale in Ucraina si trova a Perejaslav. Il museo all'aperto contiene 13 musei tematici, 122 esempi di architettura nazionale e oltre 30.000 oggetti culturali storici. Il Museo delle finiture decorative è uno dei musei in primo piano che conserva i manufatti delle applicazioni architettoniche decorative nell'architettura ucraina.

### Chiese di legno nell'Ucraina occidentale

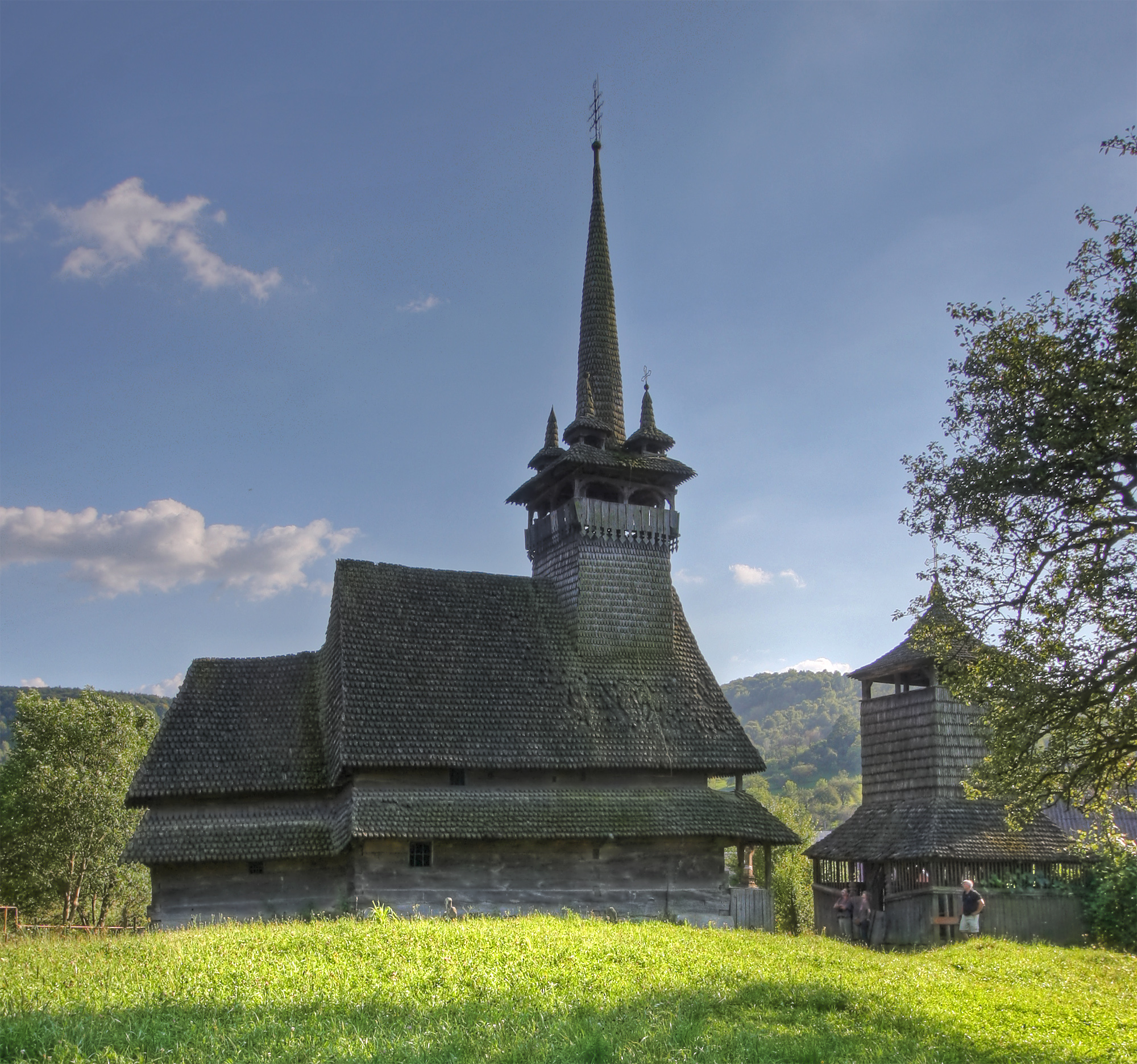
Chiesa di Santa Parasceva, Oblast' della Transcarpazia
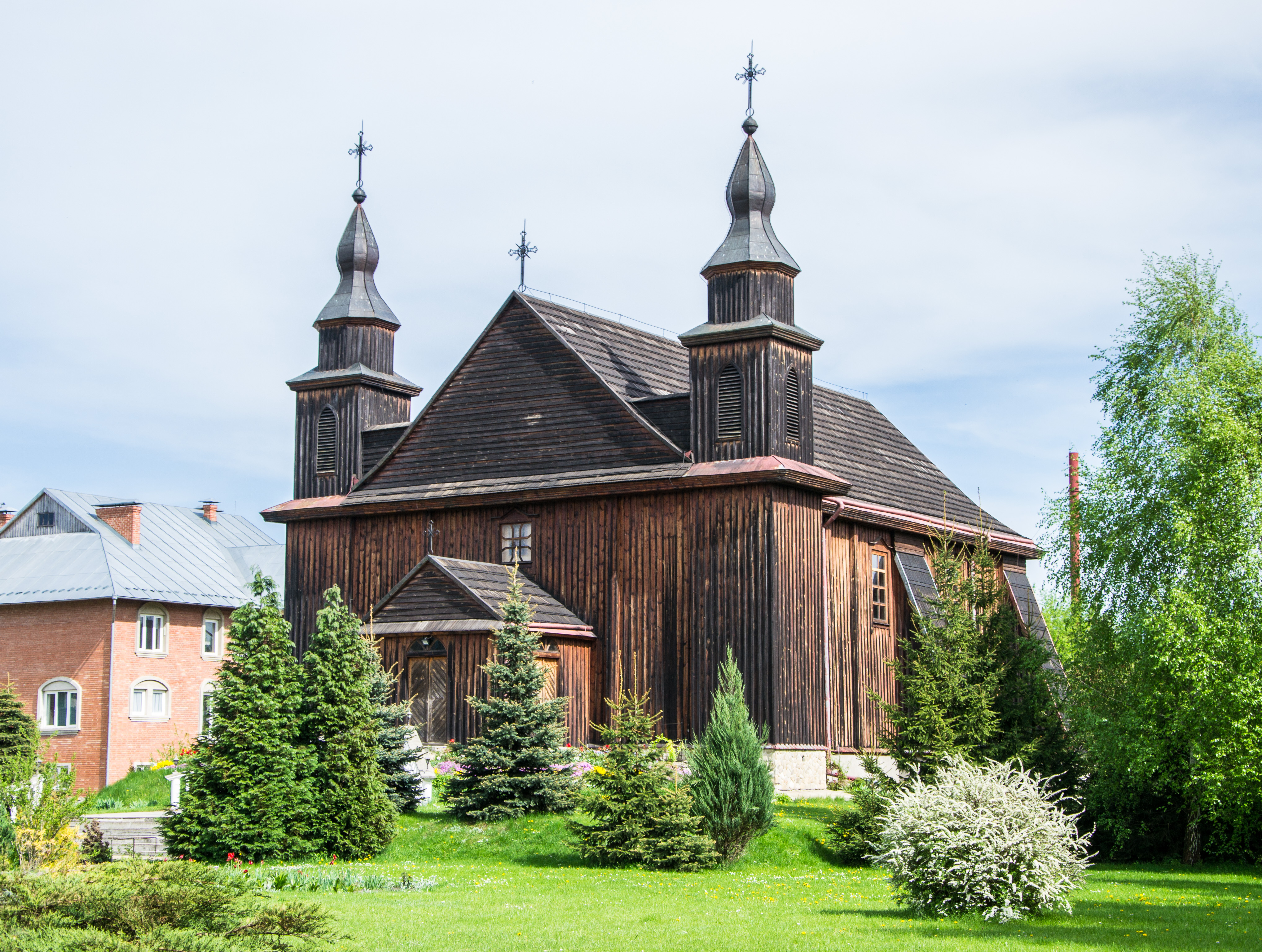
Chiesa di Sant'Anna, Kovel'
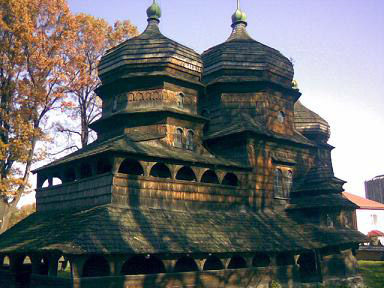
Chiesa di San Giorgio, Drohobyč
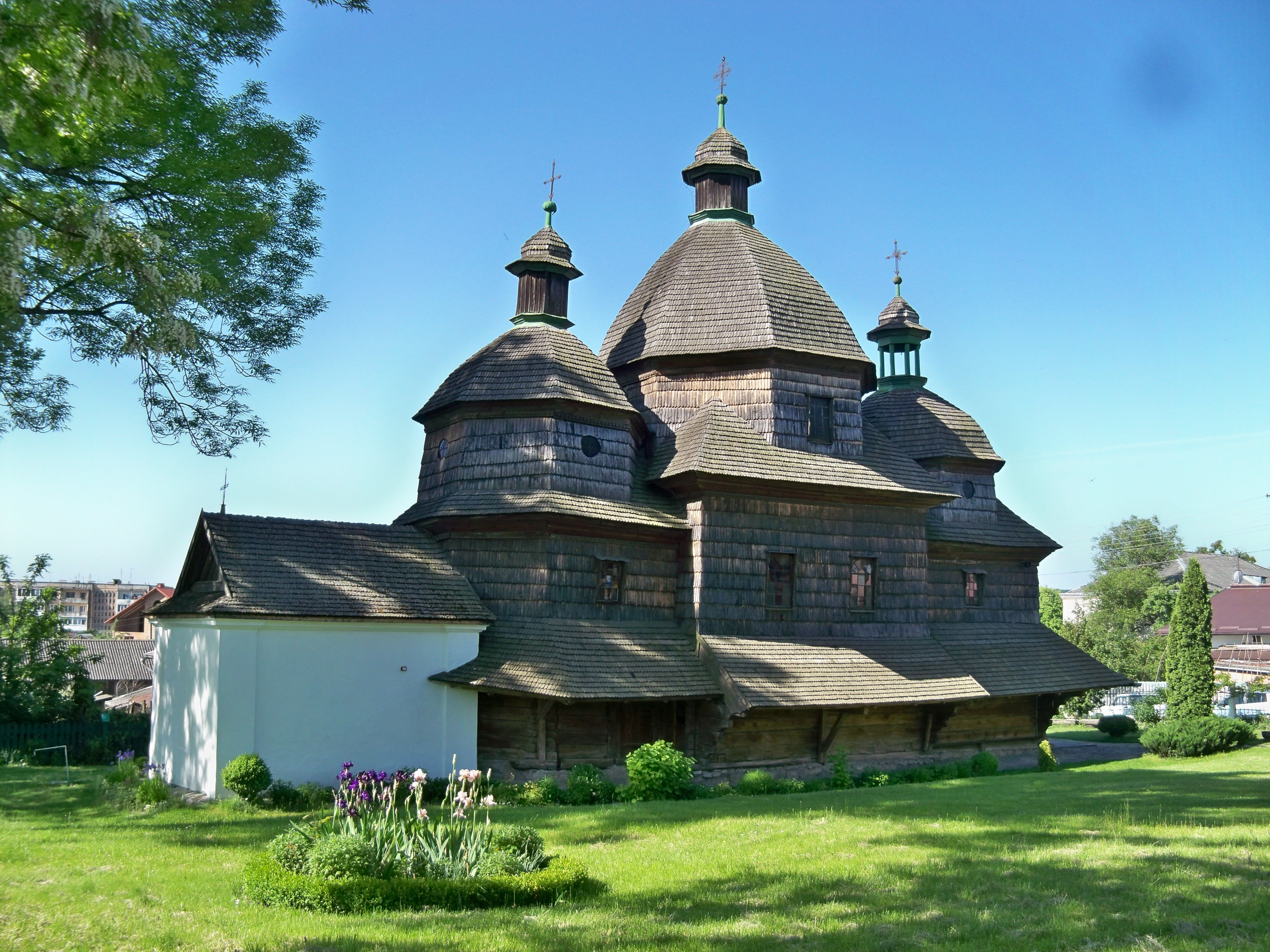
Chiesa della Santissima Trinità, Žovkva

## Architettura della fine del XIX e dell'inizio del XX secolo
Appartengono a questa categoria questi importanti monumenti:

### Ucraina centrale e meridionale
- Casa Ginzburg a Kiev
- Casa con chimere a Kiev
- Rus-Bisanzio in Ucraina (Cattedrale di San Vladimiro) a Kiev
- Opera Nazionale dell'Ucraina a Kiev
- Museo regionale di Poltava
- Centro storico di Odessa - Patrimonio mondiale dell'UNESCO

### Ucraina occidentale
- Centro storico di Leopoli - Patrimonio mondiale dell'UNESCO
- Edificio dell'Università di Chernivtsi - Patrimonio dell'Umanità UNESCO
- Terminal ferroviario di Leopoli

## Unione Sovietica
Dopo la Rivoluzione d'Ottobre e la guerra civile Russa, eventi che videro coinvolta anche l'Ucraina, la maggior parte del territorio ucraino fu messo tra i territori nella nuova Repubblica Socialistica Sovietica dell'Ucraina. Così per la prima volta, gli ucraini, come nazione, divennero una nazionalità riconosciuta.

### Capitale: Charkiv (1917-1934)

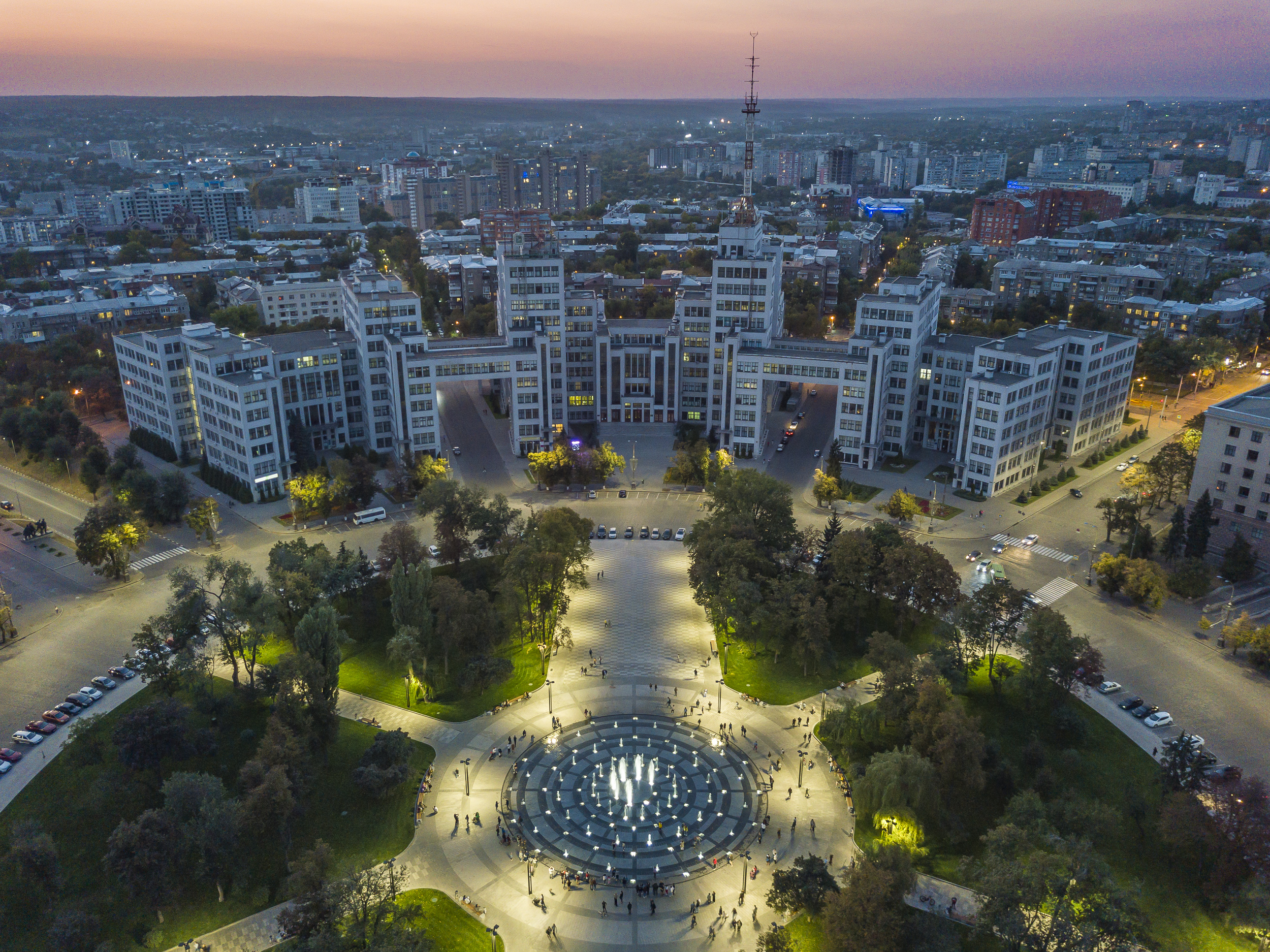
L'imponente Piazza della Libertà a Charkiv dal 1925 al 1953 fonde le prime caratteristiche costruttiviste e quelle staliniste. È stato il primo grande progetto architettonico dell'Ucraina sovietica.

Durante i primi anni del dominio sovietico, le politiche di nazionalizzazione ucraina fecero sì che molti architetti fossero incoraggiati a progettare architetture uniche in Ucraina. Al contempo, l'architettura si standardizzò, come da usi del comunismo. Tutte le città ricevettero piani di sviluppo generali in base ai quali sarebbero state costruite. Nonostante gli sforzi nazionalisti, la nuova moda architettonica per il nuovo governo divenne il Costruttivismo.
Durante i primi 15 anni di Unione Sovietica, la capitale era la città orientale di Charkiv. Fu subito sviluppato un grande progetto per eliminare il suo volto borghese-capitalista e crearne uno nuovo socialista. Un giovane architetto, Viktor Trocenko, propose una grande piazza centrale con grandi edifici moderni che sarebbe diventata il nuovo fulcro della capitale. Nacque in questo modo la piazza Dzeržinskij (oggi piazza della Libertà), diventata il più brillante esempio di architettura costruttivista in URSS e all'estero. Misurando un totale di 11,6 ettari, è la terza piazza più grande del mondo.
Di tutti gli edifici dell'epoca, il più famoso fu il massiccio Deržprom (1925-1928), che sarebbe poi diventato un simbolo non solo di Charkiv, ma dell'intero costruttivismo. Costruito da Sergej Serafimov, S. Kravec' e M. Felger, in tre anni era diventato l'edificio più alto d'Europa. La sua caratteristica unica risiede nella simmetria che può essere percepita solo in un punto al centro del piazza.

### Capitale: Kiev (1934-1991)

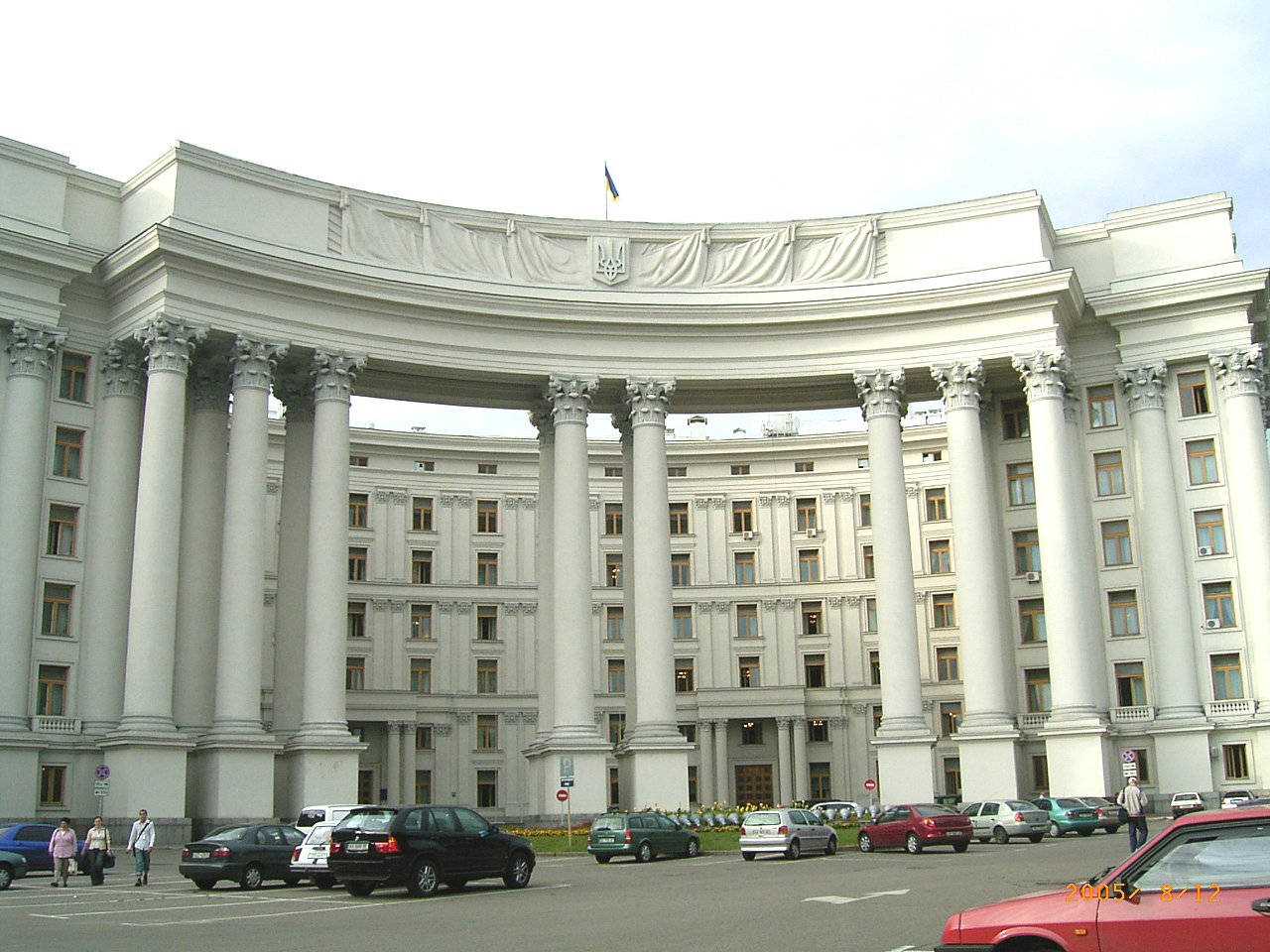
L'attuale Ministero degli Affari Esteri dell'Ucraina, costruito come parte di un complesso governativo, sarà situato sul territorio dell'ex Monastero dalle cupole dorate di San Michele. È stato costruito solo uno degli edifici.

Nel 1934 la capitale dell'Ucraina sovietica si trasferì a Kiev. Negli anni precedenti, la città era vista solo come un capoluogo regionale, ricevendo perciò poca attenzione. A questo punto, i primi esempi di Architettura stalinista erano già in atto e alla luce della politica ufficiale, una nuova città sarebbe dovuta essere costruita sulle resti quella vecchia. Ciò significava che esempi inestimabili come il Monastero dorato di San Michele furono distrutti. Anche la cattedrale di Santa Sofia era minacciata.
Tuttavia, a causa della Seconda guerra mondiale il progetto distruttivo rimase irrealizzato. Tra le costruzioni pre-belliche sopravvissute a Kiev c'è l'edificio del Comitato centrale del Partito comunista ucraino (attualmente occupato dal Ministero degli Affari Esteri). Di esso furono completate solo l'ala settentrionale, l'ala meridionale simmetrica ad essa. Quella da costruire sul luogo del monastero distrutto per ospitare la Rada dei ministri non fu mai completata. L'altro esempio è l'Edificio della Verchovna Rada costruito nel 1936-38 dall'architetto Volodymyr Zabolotnyj.
A seguito della grave distruzione avvenuta a causa della seconda guerra mondiale, fu presentato un nuovo progetto di ricostruzione del centro di Kiev. Questo trasformò il viale principale Chreščatyk in uno dei migliori esempi di Stalinismo nell'architettura. Un totale di 22 progetti individuali furono redatti quando il concorso fu aperto nel 1944, nessuno dei quali fu realizzato a causa di una vasta critica. Infine nel 1948 l'istituto Kiev Proekt presentò la sua versione, che fu approvata, progettata dagli architetti A. Vlasov e dal 1949 Anatolij Dobrovol's'kyj. Per i prossimi due decenni, questa cifra avrebbe dominato tutti i grandi progetti della capitale.

## Ucraina moderna

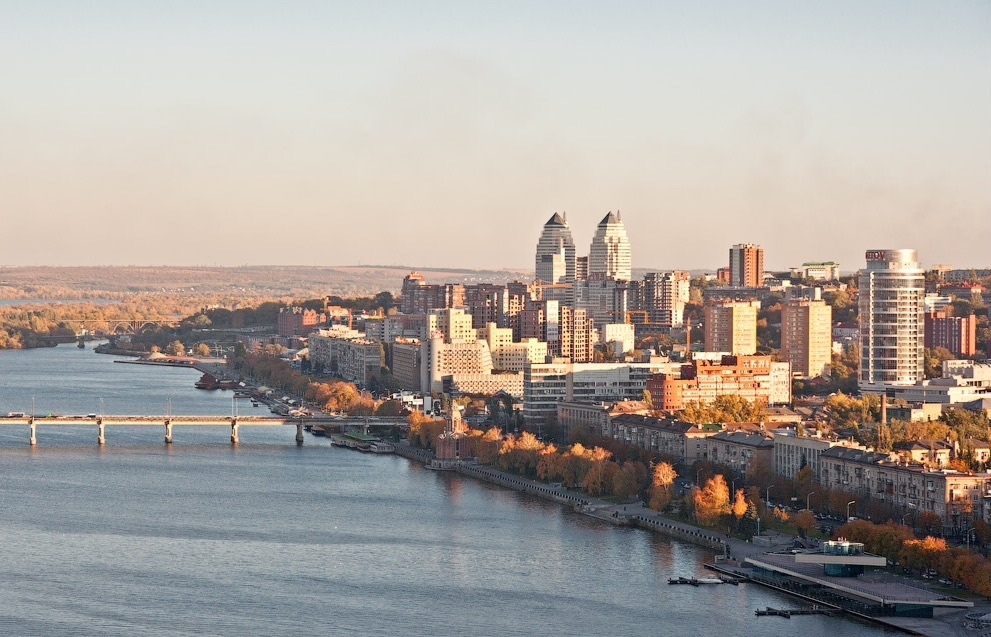
Edifici residenziali a Dnipro
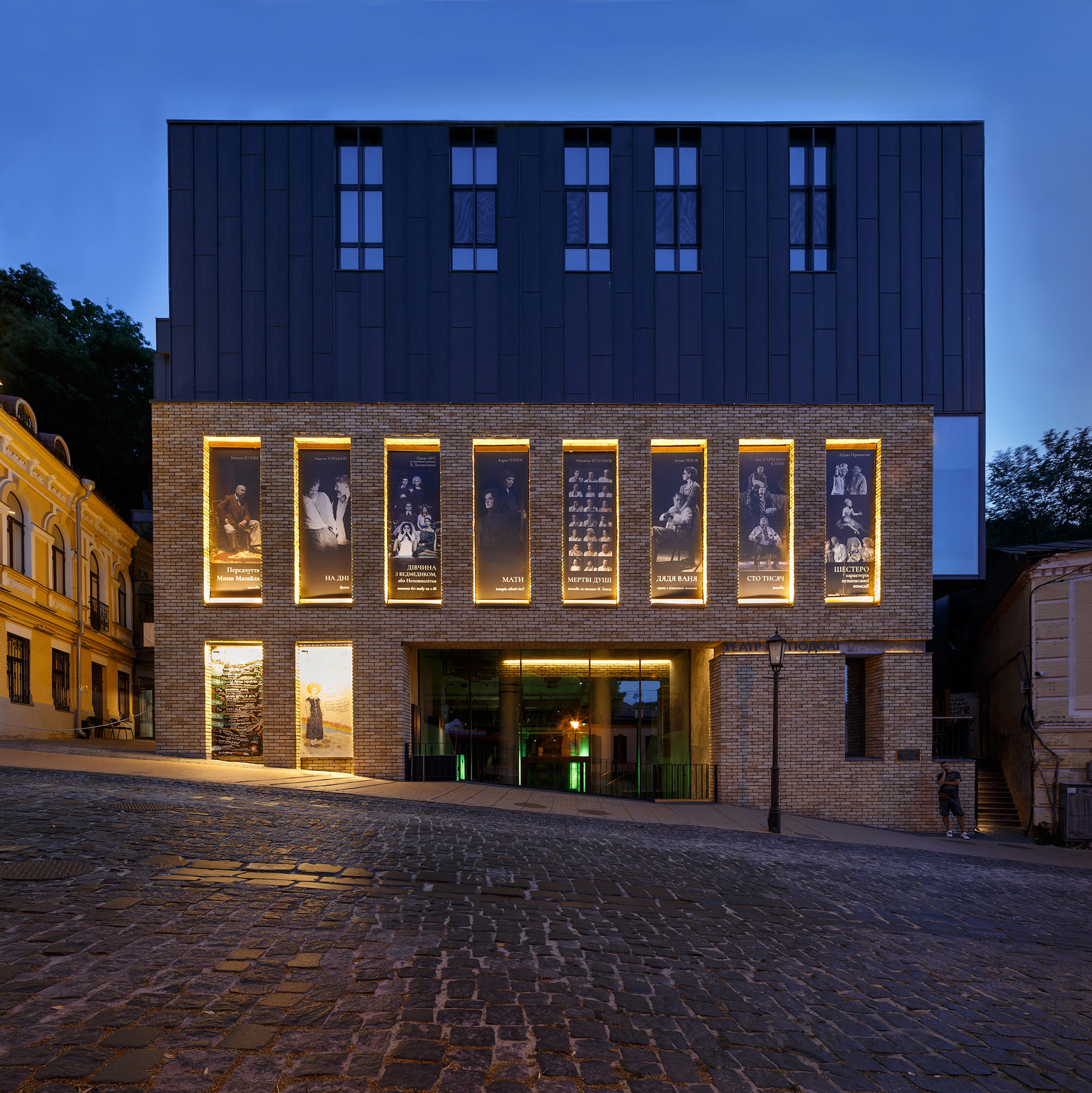
Teatro a Podil, nominato al premio Mies van der Rohe
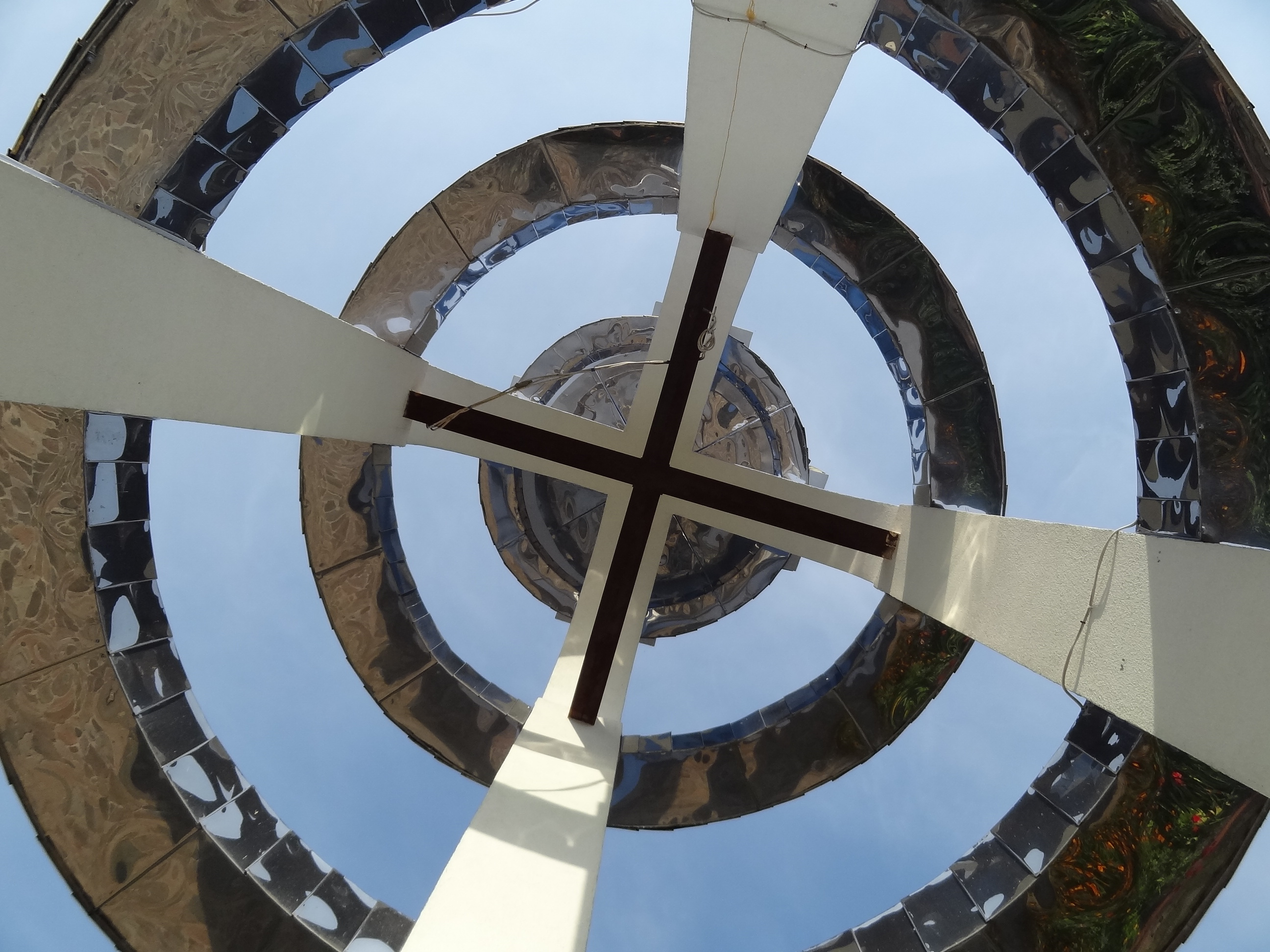
Torre campanale di Vinnycja (nata nel 1996), vista da sotto.